# Monte Patria
Monte Patria é uma comuna da província de Limarí, localizada na Região de Coquimbo, Chile. Possui uma área de 4.366,3 km² e uma população de 30.276 habitantes (2002).